# Circuito hidráulico
Un circuito hidráulico es un sistema que comprende un conjunto interconectado de componentes separados que transporta líquido. Este sistema se usa para controlar el flujo del fluido (como en una red de tuberías de enfriamiento en un sistema termodinámico) o controlar la presión del fluido (como en los amplificadores hidráulicos).
La idea de describir el flujo del fluido en  está inspirado por el éxito de la teoría de circuitos eléctricos.  Al igual que la teoría de circuitos eléctricos funciona cuando son elementos separados y lineales, la teoría de circuitos hidráulicos funciona mejor cuando los elementos (componentes pasivos tales como tuberías o líneas de transmisión o componentes activos como fuentes de alimentación o bombas) son discretos y lineales. Esto usualmente significa que el análisis de circuitos hidráulicos funciona mejor para tubos largos y delgados con bombas separadas, tal como se encuentran en los sistemas de flujo de procesos químicos o dispositivos de microescala.

## Componentes

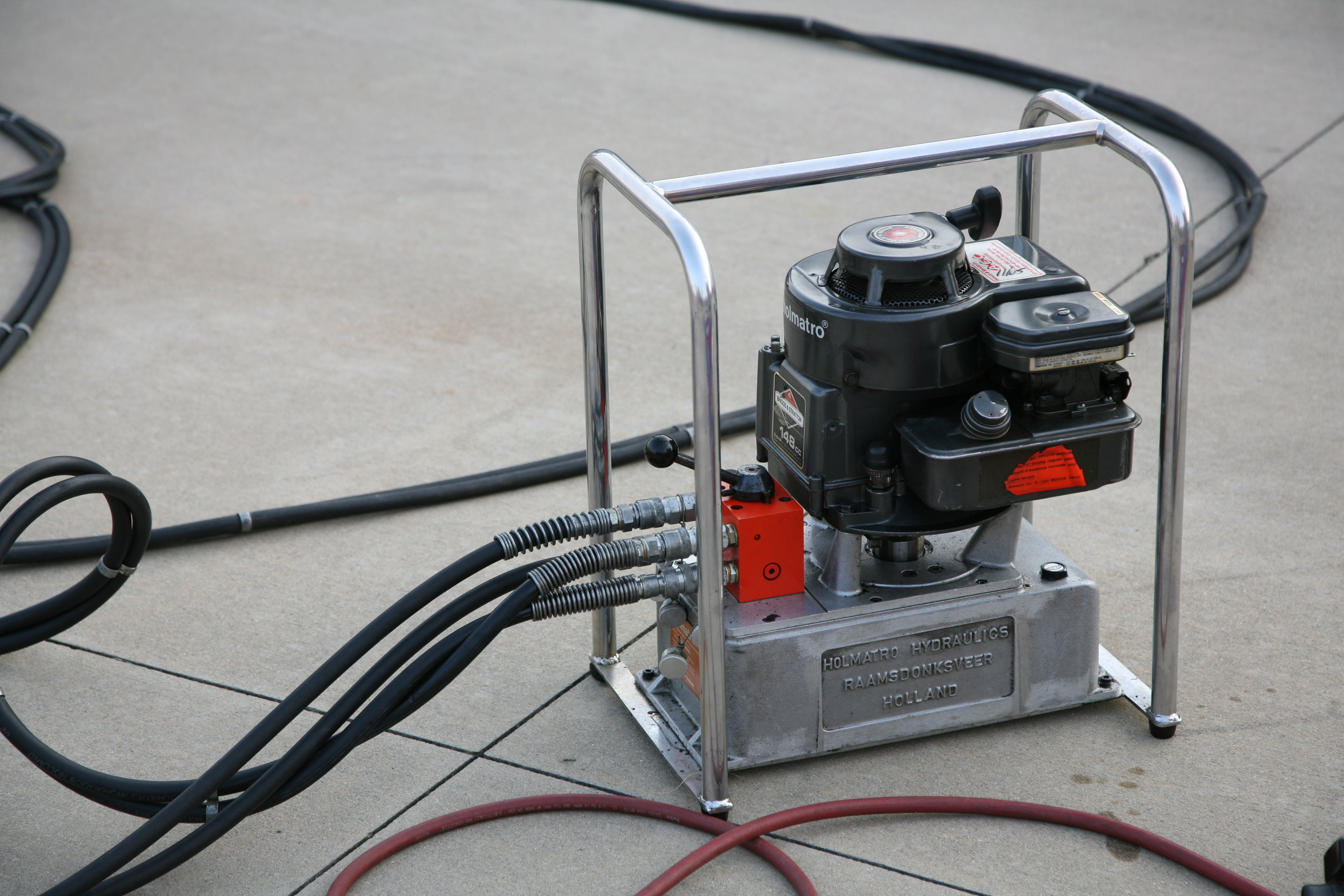
Bomba de extracción hidráulica.

El circuito comprende de los siguientes elementos:
- Componentes activos
  - Unidades de alimentación
- Líneas de Transmisión
  - Mangueras Hidráulicas
- Componentes pasivos
  - Cilindros hidráulicos